# Le Temps en héritage
Le Temps en héritage est un roman de Georges-Patrick Gleize paru en 2002.

## Résumé
En 1958, Paul, un adolescent retrouve Sébastien,  son grand-père dans une ferme perdue des Pyrénées ariégeoises. Là, à la Houchane, dans un monde prêt à basculer dans la modernité mais où le poids du passé, de ses convulsions et de ses passions est encore proche, à travers les saisons et les jours, dans le rythme simple d'un quotidien où alternent semailles et moissons, chasse et fêtes rituelles, il s'éveille à une vie nouvelle par le temps reçu en héritage.